# Kanton Château-Renard
Kanton Château-Renard (francouzsky Canton de Château-Renard) je francouzský kanton v departementu Loiret v regionu Centre-Val de Loire. Tvoří ho 10 obcí.

## Obce kantonu
- Château-Renard
- Chuelles
- Douchy
- Gy-les-Nonains
- La Selle-en-Hermoy
- Melleroy
- Montcorbon
- Saint-Firmin-des-Bois
- Saint-Germain-des-Prés
- Triguères